# Sweden Hills
Sweden Hills (スウェーデンヒルズ, Suēden Hiruzu, litt. « collines de Suède ») est un village de type suédois situé dans le bourg de Tōbetsu dans la préfecture de Hokkaidō, au Japon.
Les maisons sont en bois et peintes en rouge de Falun.
L'idée d'un village de style suédois est née lors de la visite d'un ambassadeur suédois aux alentours du centre-ville de Tōbetsu. Selon lui, le climat de la ville était similaire à celui de la Suède. La construction du village démarre en 1984.
Chaque année, la ville organise une fête suédoise au cours du Midsummer, les habitants portant alors des costumes traditionnels suédois. Des festins d'écrevisses sont également organisés en août.